# 亞諾斯高夫
亞諾斯高夫（Arnos Grove，/ˈɑːrnɒs ɡroʊv/）是倫敦的一個地區，位於恩菲爾德倫敦自治市的西南角。亞諾斯高夫這一地名出現在14世紀。這裡的主要名勝有亞諾斯公園。